# Józefa Bramowska
Józefa Zofia Bramowska z Batschów (ur. 10 marca 1860 w Żyglinie, zm. 4 października 1942 tamże) – propagatorka polskości na Śląsku, senator Rzeczypospolitej Polskiej w latach 1929–1930 i w 1935.

## Życiorys
Urodziła się 10 marca 1860 roku. Była córką Tomasza Batscha, rolnika, i Barbary z dom Przybyłków. Ukończyła cztery klasy szkoły powszechnej w Żyglinie. Po śmierci ojca jako osiemnastolatka podjęła pracę w kopalni rudy i kruszcu w Pasiekach (obecnie Bibiela). W 1891 roku wyszła za mąż za Piotra Bramowskiego. Prowadziła gospodarstwo rolne we wsi Żyglin w powiecie Tarnowskie Góry (obecnie Miasteczko Śląskie).
W 1909 roku założyła Towarzystwo Polek w Żyglinie. Propagowała gazety polskie oraz polskie czytelnictwo, wygłaszała patriotyczne przemówienia, za co była kilkakrotnie więziona przez władze niemieckie. Uczestniczyła w plebiscycie na Górnym Śląsku i w III powstaniu śląskim, użyczając swojego mieszkania jako magazynu broni i lokalu konspiracyjnego.
Od 1927 roku była przewodniczącą Zarządu Głównego Towarzystwa Polek na Śląsku. Była także członkinią honorową Narodowej Organizacji Kobiet.
Startowała w wyborach 1928 roku z ramienia Narodowo-Chrześcijańskiego Zjednoczenia Pracy, jednak mandat objęła dopiero w 1929 roku po śmierci Józefa Londzina. Została także senatorem III kadencji w 1935 roku, po zrzeczeniu się mandatu przez Jana Kołłątaj-Srzednickiego.
Po rozpoczęciu II wojny światowej ewakuowała się na wschód, lecz już 29 września 1939 roku wróciła do Żyglina. Była przetrzymywana w areszcie domowym przez gestapo. Zmarła 24 października 1942 roku w Żyglinie.

## Ordery i odznaczenia
- Krzyż Niepodległości (13 września 1933)[5]
- Krzyż Oficerski Orderu Odrodzenia Polski[2]
- Krzyż Kawalerski Orderu Odrodzenia Polski (10 listopada 1928)[6]
- Złoty Krzyż Zasługi (22 kwietnia 1939)[7]
- Srebrny Krzyż Zasługi[2]

## Upamiętnienie
Jest jedną z 30 bohaterek wystawy pt. „60 na 100. SĄSIADKI. Głosem Kobiet o powstaniach śląskich i plebiscycie” poświęconej roli kobiet w śląskich zrywach powstańczych i akcji plebiscytowej (2019). Koncepcję wystawy, scenariusz i materiały przygotowała Małgorzata Tkacz-Janik, a grafiki Marta Frej.